# Che, bandoneón
Che, bandoneón es un tango cuya letra pertenece a Homero Manzi en tanto que la música es de Aníbal Troilo, cuya partitura fue publicada por la editorial Korn el 30 de noviembre de 1949 y fue estrenado por Troilo en los primeros meses de 1950 en sus audiciones de Radio El Mundo. Fue grabado por Oscar Alonso con la orquesta de José María Artola para la discográfica Odeon en abril de 1950, por Troilo con la voz de Jorge Casal  para el sello TK el 24 de noviembre de 1950 y por otras grandes orquestas del género.

## Los autores
Homero Manzi, cuyo nombre de nacimiento era Homero Nicolás Manzione Prestera (Añatuya, Argentina, 1 de noviembre de 1907 – Buenos Aires, 3 de mayo de 1951) fue un letrista, político y director de cine argentino, autor de varios tangos y milongas, entre ellos Barrio de tango, Malena con música de Lucio Demare, Milonga sentimental con música de Sebastián Piana  y Sur con música de Aníbal Troilo.
Aníbal Carmelo Troilo, apodado Pichuco ( Buenos Aires, 11 de julio de 1914 - ídem, 18 de mayo de 1975), fue un bandoneonista, compositor, director de orquesta de tango argentino a quien el poeta Julián Centeya llamó “El bandoneón mayor de Buenos Aires”.

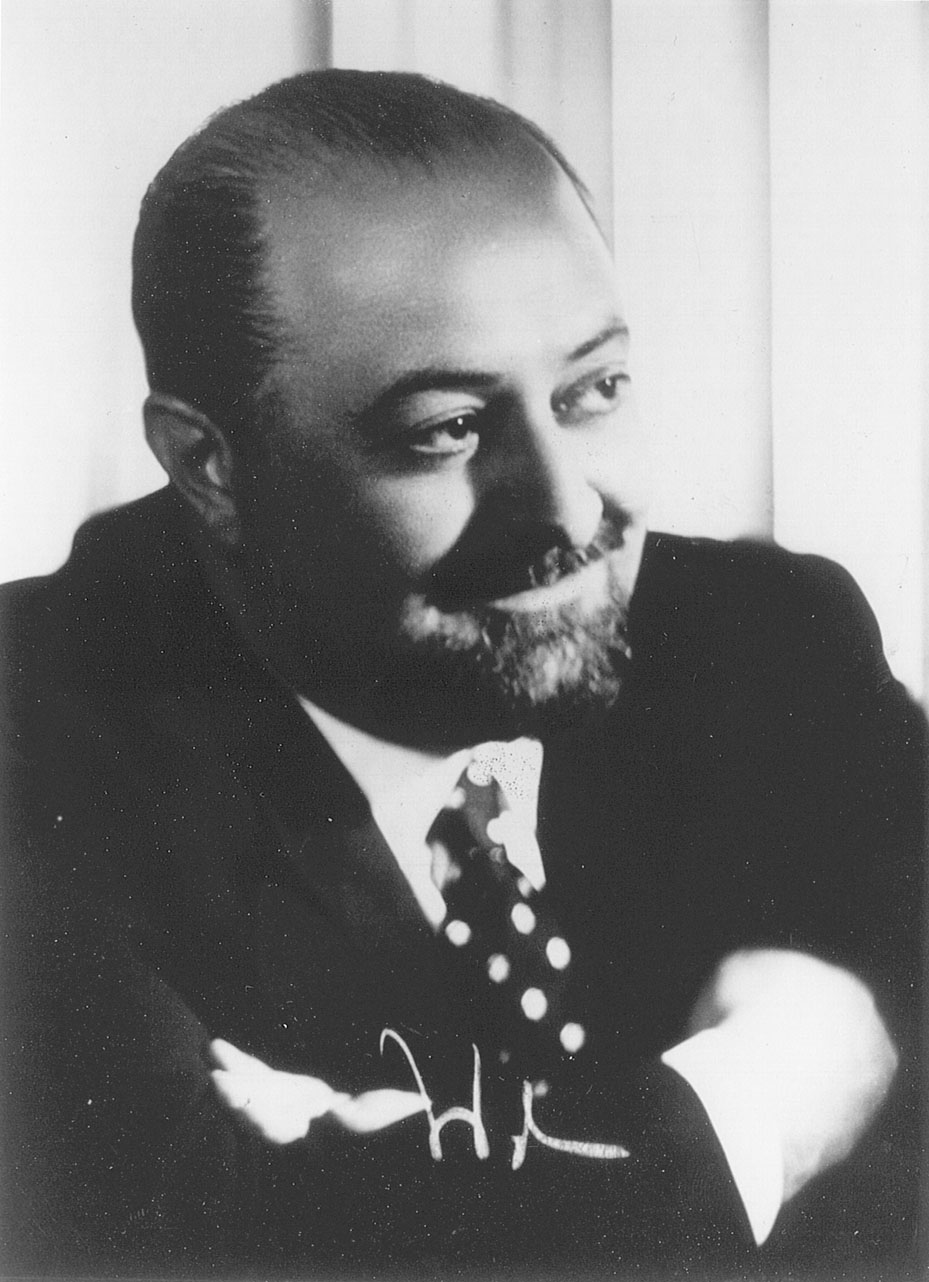
Homero Manzi

## El bandoneón y el tango
El bandoneón está considerado en el Río de la Plata el instrumento más representativo de la música de tango. El desarrollo y evolución del bandoneón son bastante inciertos, pero se puede destacar como grandes colaboradores en el diseño del mismo a Carl Friedrich Uhlig (1830) y Carl Zimmermann (1849). El nombre proviene del alemán bandonion, y este es un acrónimo de Heinrich Band (1821-1860), quien fue uno de los primeros en dedicarse a comercializarlos. El instrumento estaba pensado para reemplazar al órgano en las ceremonias religiosas que se desarrollaban fuera de los templos o en capillas modestas. Originariamente era más sencillo, pues consistía en una especie de concertina de cajas hexagonales con solo unos cuantos botones para cada mano. Los modelos que llegaron a al Río de la Plata, (de las dos fábricas más conocidas: ELA y Doble A) de 142 voces y aun los de 152 voces, tenían dos notas bajas en el teclado izquierdo: sol en la parte superior y la en la parte inferior, pertenecientes a la octava que se encuentra por debajo del do más grave del bandoneón. Estas dos notas no tenían aplicación práctica, ya que estaban una octava más bajas que todo el resto del teclado.
El bandoneón A.A. comenzó a fabricarse en Alemania en 1864 y al año siguiente ya había un ejecutante, el negro José Santa Cruz, que según se dice entretenía a los soldados en la Guerra de la Triple Alianza. En sus comienzos el tango era interpretado  generalmente  por un trío de  violín, guitarra y flauta. A fines del siglo XIX y comienzos del XX la flauta comenzó a ser reemplazada por el bandoneón, lo que al decir de Luis Adolfo Sierra traería “un cambio total en la fisonomía musical del tango. Que con la desaparición de las traviesas y picarescas fiorituras de la flauta fue perdiendo su originario carácter retozón y bullanguero. Adoptó entonces una modalidad temperamental severa, cadenciosa, adusta. Y fue el bandoneón sin duda, el artífice de esa radical transformación anímica que acaso el tango esperaba para volverse quejumbroso y sentimental.”
El bandoneón aparece como personaje en varios tangos, empezando por el Bandoneón arrabalero (1928) de Pascual Contursi y Juan Bautista Deambroggio, siguiendo con La última curda de Cátulo Castillo y Aníbal Troilo,  Fueye de Homero Manzi y Charlo, Che, bandoneón]], Mi bandoneón y yo de Julio Gutiérrez Martín y Rubén Juárez, Qué tango hay que cantar  de Cacho Castaña y Rubén Juárez,  Pa’que bailen los muchachos de Enrique Cadícamo y Aníbal Troilo, entre otros.

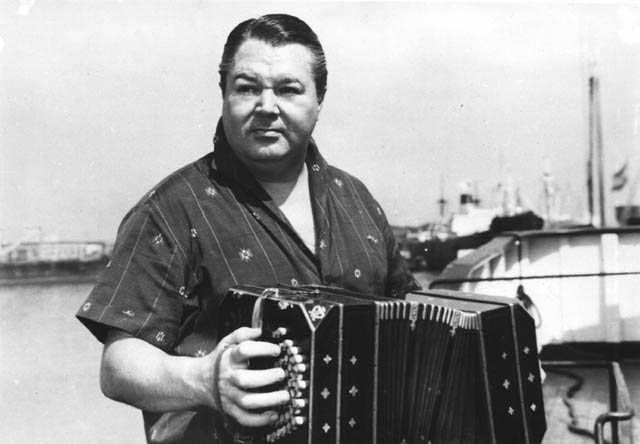
Aníbal Troilo

Aníbal Troilo se refería a menudo a su primer bandoneón con el cariño y deferencia que se reserva a un amigo; lo había cobrado a los 10 años de edad en 120 pesos a pagar a 10 por mes pero después de la cuarta cuota el “ruso” que se lo había vendido no había pasado más por su casa. 
Esta “humanización” del instrumento también siguió un camino inverso cuando Troilo quedó identificado con el objeto cuando Julián Centeya lo llamó “El Bandoneón Mayor de Buenos Aires”.

## La letra
El tango arranca con la primera estrofa dirigida a su interlocutor, el bandoneón.
Tu canto es el amor que no se dio
y el cielo que soñamos una vez
y el fraternal amigo que se hundió
cinchando en la tormenta de un querer.

A continuación menciona tres personajes femeninos arquetípicos de mujeres de cabaré: Esthercita (“Milonguita)”, seguramente un personaje ficticio creado por Samuel Linnig en su tango Milonguita, Mimí, por Mimí Pinsón, el personaje de Alfred de Musset recogido en el tango Griseta de González Castillo y Ninón, por Ninón de Lenclos.

## Grabaciones
Fue grabado por Oscar Alonso con la orquesta de José María Artola para la discográfica Odeon en abril de 1950; a principios de 1950 Troilo contrató a Jorge Casal para que reemplazara en su orquesta a Edmundo Rivero, motivando el reclamo de Florindo Sassone con quien estaba ligado el cantor, ante el Sindicato Argentino de Músicos, porque tenía contrato firmado con el Club Atlético Independiente para animar los bailes de Carnaval de ese año con la presencia del mismo. Troilo debió entonces postergar el ingreso hasta que finalizaran esos bailes, y su primera grabación con el cantor fue justamente el tango Che, bandoneón.
Otras grabaciones fueron por Susana Rinaldi con la orquesta de Leopoldo Federico, Virginia Luque, Alberto Podestá con la orquesta de Francini-Pontier, Roberto Goyeneche acompañado por Ernesto Baffa y Osvaldo Berlingieri, Alberto Arenas con la orquesta de Francisco Canaro, Nelly Omar acompañada por José Canet, Tito Reyes con la orquesta de Aníbal Troilo, Carlos Almada con la orquesta de Edgardo Donato, Ricardo Blanco con la orquesta de Miguel Caló, entre otros.